# 지개남산로
지개남산로(Jigaenamsan-ro)는 경상남도 창원시 의창구 북면 지개리 지개 나들목과 경상남도 창원시 의창구 동읍 덕산리 남산 나들목을 잇는 도로이다. 

## 연혁
- 2007년 8월 : 민간투자사업 사업제안서 제출
- 2013년 6월 : 실시계획 체결
- 2016년 6월 : 시행법인 설립
- 2016년 9월 : 실시설계 및 영향평가
- 2017년 11월 : 실시계획 승인
- 2017년 11월 : 2개 이상 시·군에 걸쳐 있는 도로로 지개남산로를 고시
- 2018년 7월 : 4.3km 구간 공사착공
- 2017년 7월 29일 : 지개~남산간 도로 도로구역(변경)고시[1]
- 2021년 7월 30일 : 창원시 의창구 북면 지개 나들목 ~ 동읍 남산 나들목 5.4km 구간을 자동차 전용도로로 지정[2]
- 2021년 8월 5일 : 2021년 8월 29일 까지 창원시 의창구 북면 지개 나들목 ~ 동읍 남산 나들목 (창원시 의창구 북면 지개리 ~ 의창구 동읍 덕산리) 5.4km 구간 무료개통
- 2021년 8월 30일 :지개남산고속화도로 지개 나들목 ~ 동읍 남산 나들목 5.4km 구간 통행료 징수개시
- 2022년 9월 8일 : 용전 나들목 개통

## 주요 경유지
경상남도
- 창원시 의창구 (북면 . 동읍)

## 노선
| 이름                   | 접속 노선                | 소재지 | 소재지 | 소재지 | 비고                          |
| ---------------------- | ------------------------ | ------ | ------ | ------ | ----------------------------- |
| 지개 나들목            | 국도 제79호선 (정렬대로) | 창원시 | 의창구 | 북면   |                               |
| 구룡터널               |                          | 창원시 | 의창구 | 북면   | 상행 연장 540m 하행 연장 555m |
| 구룡터널               | 동읍                     | 창원시 | 의창구 |        | 상행 연장 540m 하행 연장 555m |
| 용전 요금소            |                          | 창원시 | 의창구 |        |                               |
| 용전 나들목 (용전IC교) | 용남길78번길             | 창원시 | 의창구 |        |                               |
| 남산지하차도           |                          | 창원시 | 의창구 |        |                               |
| 남산교                 |                          | 창원시 | 의창구 |        |                               |
| 남산 나들목            | 국도 제14호선 (의창대로) | 창원시 | 의창구 |        |                               |
| 해원로와 직결          |                          |        |        |        |                               |

## 통행료
- 2021년 8월 30일 기준이다.[4]

| 구분 | 구분 | 용전요금소 | 해당차량                                                                                 |
| ---- | ---- | ---------- | ---------------------------------------------------------------------------------------- |
| 경차 | 1종  | 600        | 배기량 1,000cc 미만 경자동차, 길이 3.6m 이하, 너비 1.6m 이하, 높이 2.0m 이하             |
| 소형 | 1종  | 1,100      | 2축차량, 윤폭 130mm 초과, 279.4mm 이하 (승용차, 16인승 이하 승합차, 2.5톤 미만 소형화물) |
| 중형 | 2종  | 1,700      | 2축차량, 윤폭 279.4mm 초과, 윤거 1,800mn 이하 (승합차 17~32인승, 2.5t~5.5t 화물차)       |
| 중형 | 3종  | 1,700      | 2축차량, 윤폭 279.4mm 초과, 윤거 1,800nm 초과 (승합차 33인승 이상, 5.5t~10t 화물차)      |
| 대형 | 4종  | 2,200      | 3축차량                                                                                  |
| 대형 | 5종  | 2,200      | 4축 이상 차량                                                                            |

## 주의 사항
이 도로 전 구간은 자동차 전용도로로 지정되어 있어 자전거나 보행자는 통행할 수 없다. 이륜자동차 (모터사이클 혹은 오토바이)는 긴급자동차 (싸이카 및 소방용 모터사이클 등)에 한해 통행이 가능하며, 그 밖의 이륜자동차는 통행할 수 없다. 